# Cinquedea

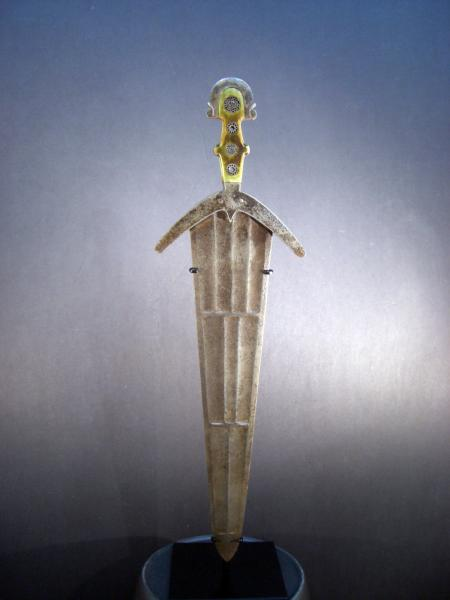
Cinquedea.

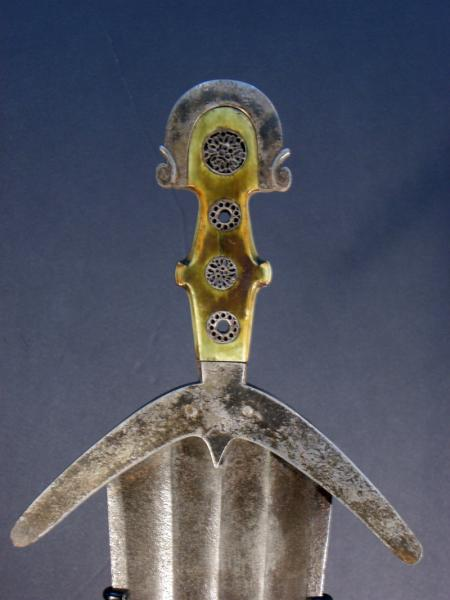
Detalle de la empuñadura.

La cinquedea (cinco dedos) o lengua de buey (ingl. Anelace, franc. Langue de bœuf, chec. Veruna o Pistos) es un arma civil cuya posesión representaba un elevado estatus social a finales del siglo XV a principios del siglo XVI.
Su principal centro de producción era el norte de Italia, concretamente la zona de Emilia - Veneto.

## Descripción
Espada de hoja corta y pesada de entre 35 y 60 cm de longitud y de cinco dedos de ancho en la empuñadura. La hoja presenta unas características acanaladuras en ambas caras de la misma. Guarnición corta arqueado hacia la hoja.
La empuñadura es sencilla pero decorada con cachas de marfil fijados mediante remaches huecos calados.
El ancho de su hoja dejaba lugar a una esmerada y profusa decoración.